# Urubu (álbum)
Urubu é o décimo álbum de estúdio de Antônio Carlos Jobim lançado em 1976. Marcou também a inauguração da gravadora Warner Music no Brasil, através de André Midani que administrava o selo no país. O disco apresenta clássicos como "Lígia" e "Correnteza" que foram regravados várias vezes por grandes nomes da música. Sobre esse disco, João Bosco (músico) disse: "Se pegar um disco feito Urubu, vai ver uma música popular já atravessando a fronteira que vai dar numa mais erudita. Isso é algo muito enriquecedor."

## Faixas
1. "Boto (Porpoise)" (Antônio Carlos Jobim, Jararaca) –6:09
2. "Ligia" –4:13
3. "Correnteza (The Stream)" (Luiz Bonfá, Antônio Carlos Jobim) –2:42
4. "Angela" –2:50
5. "Saudade Do Brasil" – 7:26
6. "Valse" (Paulo Jobim) – 3:14
7. "Arquitetura de Morar (Architecture to Live)" – 8:09
8. "O Homem (Man)" – 2:31

Todas as canções compostos por Tom Jobim, exceto aquelas indicadas. O disco teve arranjos/condução/produção de Claus Ogerman.
| Críticas profissionais | Críticas profissionais |
| Avaliações da crítica  | Avaliações da crítica  |
| Fonte                  | Avaliação              |
| ---------------------- | ---------------------- |
| Allmusic               | [ 2 ]                  |

## Ficha técnica
- Antônio Carlos Jobim – piano, piano elétrico, violão
- Miúcha: vocais em "Boto"
- Harry Lookofsky – violino
- Joe Farrell – sax soprano
- Urbie Green – trombone
- Hubert Laws  – flauta
- Ron Carter – baixo
- Ray Armando - percussão
- João Palma – bateria
- Airto Moreira -
- Everaldo Ferreira – conga
- Claus Ogerman – arranjos, condução e produção
- Gravado nos dias 16, 17, 20, 22, 23 de outubro de 1975 nos estúdios da Columbia Records em New York (EUA)
- Engenheiro de gravação: Frank Laico
- Pintura: Paulo Jobim
- Fotografias: Raymond Ross e Januário Garcia